# Eria carnosula
Eria carnosula är en orkidéart som beskrevs av Johannes Jacobus Smith. Eria carnosula ingår i släktet Eria och familjen orkidéer. Inga underarter finns listade i Catalogue of Life.